# Световно първенство по шахмат 1975
Световното първенство по шахмат през 1975 г. включва турнир на претендентите и несъстоял се мач за титлата между шампиона до този момент Роберт Фишер и победителя в турнира на претендентите Анатолий Карпов. Мачът трябвало да се проведе през пролетта на 1975 г. във Филипините, но се проваля: Фишер отказва да участва в него и Анатолий Карпов е обявен за световен шампион от ФИДЕ без игра.

## Предистория и турнир на претендентите
През 1972 г. американецът Фишер става световен шампион по шахмат, побеждавайки в мач предидущия шампион Борис Спаски. На Запад, в особено в САЩ, победата на Фишер е посрещната като триумф – след непрекъснатото четвъртвековно господство на съветските шахматисти висшето шахматно звание за първи път е спечелил американец. Самият Фишер, съдейки по всичко, е напълно удовлетворен, достигайки шампионската титла, и изгубва стимули за по-нататъшен ръст и поддръжка на спортна форма. За последните две години след мача със Спаски, той не участва нито в един турнир, не изиграва нито една официална партия.
В СССР загубата на шахматната корона е била възприета като крупно политическо поражение, възвръщането ѝ става за съветския спорт една от първостепенните задачи. Решаването ѝ се наложило не на именитите гросмайстори, а на младия Анатолий Карпов, издигнал се в групата на водещите съветски шахматист още в началото на 1970-е години. В първия свой претендентски цикъл той неочаквано спечелва победа в турнира на претендентите. Това е триетапен нокаут-турнир, в първия етап се играят мачове до 3 победи, във втория – до 4 победи, а в третия – до 5 победи, без отчитане на ремитата, с ограничение 24 партии на мач. Ако никой не достигне определения брой победи в 24 партии, победител е спечелилият повече победи. В първите 2 етапа Карпов последователно побеждава Лев Полугаевски с 3:0 и екс-шампиона Борис Спаски с 4:1 победи, а Корчной – Енрике Мекинг и Тигран Петросян с по 3:1 победи.
Най-оспорван е третият етап – финалният мач на претендентите между Анатолий Карпов и Виктор Корчной. Корчной твърди, че провеждането на мача в Москва е наложено от шахматната федерация на СССР, която поддържа Карпов. По време на преговорите има противоречия между играчите за начален час на партиите – единият иска от 16 ч., а другият от 17 ч. В качеството на арбитър председателят на шахматната федерация на СССР Юрий Авербах предлага компромисен час 16,30. Този финал на претендентите е най-продължителният в историята и се играе повече от 2 месеца – от 16 септември до 22 ноември 1974 г. Както показват следващите събития, той се явява фактически и финален мач за титлата. По време на мача Корчной е подпомаган от асистентите Вячеслав Оснос и Роман Дзиндзишашвили, а Карпов – от своя треньор Семьон Фурман и анализаторите Ефим Гелер, Тигран Петросян и Михаил Тал. Корчной не приема поддръжката на своя приятел Давид Бронщайн, който е санкциониран през следващите години от съветските власти, а също и на Паул Керес, който му предлага помощта си, но Корчной я отклонява.
Карпов повежда бързо с 2:0, а след 11 ремита – с 3:0 победи. В 21-вата партия се случват любопитни факти. Корчной играе теоретична новост в дебюта и после след груба грешка Карпов изпада в изгубена позиция. Корчной става и се отправя към съдията Алберик О'Кели де Галвай. Показва му шахматната дъска и пита има ли право да направи рокада с тура. Съдията потвърждава, Корчной прави рокада и печели. До края постига още една победа. Мачът завършва 3:2 за Карпов при 19 ремита и той завоюва правото на мач с шампиона. Както казва самият Карпов, той не е разчитал на такъв успех и предполагал, че ще постигне победа не по-рано от следващия цикъл на претендентските съревнования.
През ноември 1974 г. след завършване на церемонията, Корчной решава да напусне СССР, което прави след 2 години, когато отказва да се върне в страната след турнира в Амстердам. Заявява, че е пренебрегнат заради смесения си произход от съветската страна, която лансирала руснака Карпов.
През декември 1974 г. Корчной дава интервю на югославски журналист за списание Politika. Той заявява, че превъзходството на Карпов над Полугаевски, Петросян и Спаски не му изглежда очевидно. Той отрича условията, в които е управляван мачът през 1974 г. и казва, че Карпов, макар и много добър играч е още млад и са му предоставени всички възможности да се издигне и да попадне в най-висшия ешелон. Заради публикациите на Корчной след завръщането му в СССР, на 20 януари 1975 г., са му поискани писмени извинения от Спортния комитет на СССР.
Впоследствие, през февруари 1975 г. Корчной отказва да помогне на Карпов в подготовката му за мача с Фишер. Следват санкции срещу Корчной: той е изключен за 1 година от националния отбор и заплатата му е намалена. По време на една кампания на пресата в подкрепа на Карпов, Тигран Петросян в интервю напада „антиспортната“ позиция на Корчной. Официалните власти (спортният комитет) отстраняват Корчной като състезател в международни турнири и му забраняват да пътува в чужбина за 1 година (впоследствие наказанието е намалено на 10 месеца).

### Резултати от мачовете на претендентите
Четвъртфинали

Анатолий Карпов – Лев Полугаевски 3:0; Борис Спаски – Роберт Бърн 3:0;

Виктор Корчной – Енрике Мекинг 3:1; Тигран Петросян – Лайош Портиш 3:2.
Полуфинали

Анатолий Карпов – Борис Спаски 4:1; Виктор Корчной – Тигран Петросян 3:1.

Финал

Анатолий Карпов – Виктор Корчной 3:2.

## Преговори за финалния мач
Планирало се е поредният финален мач за световно първенство да се проведе във Филипините през пролетта на 1975 година. Последен срок за начало на мача – 1 април 1975 г. Наградният фонд е наброявал безпрецедентната за тези времена сума – 5 милиона щатски долара.
Дълго преди планирания мач с Карпов, Роберт Фишер подава жалба до ФИДЕ по повод неговото провеждане. Предявените от него изисквания (64 на брой) носят основно делови характер, макар и достатъчно куриозни: например, шампионът изисква на влизащите в помещението, където се провежда мачът, задължително да се снимат шапките или кърпите за глава. Много условия пряко противоречат на установената в това време практика за провеждане на подобни съревнования. Коментаторите определят за очевидно, че целта на Фишер е да провали мача, в изхода на който световният шампион явно не е бил уверен.
Изискванията на Фишер по регламента на мача се заключават в три пункта:
1. Мачът трябва да продължи до 10 спечелени партии без отчитане на ремитата.
2. Общото количество на играните партии не се регламентира.
3. При резултат 9:9 шампионът запазва своето звание.

Мачът по условията на първите два пункта е можел да продължи няколко месеца (както например мачовете Капабланка – Алехин 1927 г. и Карпов – Каспаров 1984 г., играни до 6 победи: в първия са били необходими 34 партии, а във втория, прекъснат при резултат 5:3, са изиграни 48). Комисия под председателството на президента на ФИДЕ Макс Еве, състояща се от представители на СССР и САЩ, постановява, че мачът трябва да се играе до 6 спечелени партии, но в отговор Фишер заявява, че се отказва от шахматната корона и няма да играе мач с претендента. Канадският вестник „Монреал газет“ по този повод пише: „Приемайки този отказ, ФИДЕ би облекчила живота на много хора“. Въпреки това, до последно опитвайки се все пак да се проведе мачът, ФИДЕ се съгласява на игра до 10 победи. Били са приети също така и други условия на Фишер. В крайна сметка ФИДЕ се съгласява да удовлетвори 63 от 64 изисквани – отказва да се съгласи само с третия пункт регламента, който счита за явно несправедлив (от него следва, че при резултат 9:8 победи в полза на претендента той задължително е длъжен да победи и в следващата резултатна партии, т.е. да спечели минимум две партии повече от шампиона). Узнавайки за това, Фишер заявява за своя отказ от мача и на него се явява само претендентът Карпов. На първата партия на 3 април 1975 г. съдията на мача пуска шахматния часовник и след изтичане на определеното време обявява служебна победа на Карпов. Фишер е лишен от шампионското звание. Анатолий Карпов е провъзгласен за нов световен шампион и награден на официална церемония с лавров венец. Фишер демонстрира възмущение, но по-голямата част от шахматната общественост се солидаризира с ФИДЕ. Американският гросмайстор Роберт Бърн коментира решението на федерацията с думите: „Тук няма никакви нарушения, всичко е съвършено справедливо“.

## Следващи събития
По думите на Карпов, той винаги е считал, че провалът на мача с Фишер е огромна загуба както лично за него, така и за световния шахмат. Веднага след присвояването на шампионското звание на Карпов в съветските вестници се публикуват изказвания на новия шампион за готовността в произволно време да потвърди своята шампионска титла в мач с Фишер. В 1976 – 1977 година между Карпов и Фишер се протичат преговори за мача, този път – извън рамките на ФИДЕ. Първата среща, както се твърди в биографията на Карпов в peoples.ru, се провежда 25 юли 1976 г. в 19 часа вечерта, в хотел в Токио, където тогава е живял Фишер. Срещата организира Флоренсио Кампоманес, бъдещият президент на ФИДЕ.
Двамата шахматисти изразяват желание да изиграят мач. Преговорите продължават до следващата година. Шахматистите се срещат три пъти: в Токио, испанския град Кордова и Вашингтон. Оказват се три принципни различия:
- Фишер настоява да се проведе мачът колкото може по-бързо, желателно през 1976 г. Карпов трябвало да играе в първенството на СССР и се нуждаел от време за подготовка и отдиха след турнира, затова предлага да играят през следващата, 1977 година. В хода на преговорите това разногласие се разрешава по естествен начин.
- По мнението на Фишер, мачът трябва да се проведе по формулата „до 10 победи без ограничение броя на партиите“. Карпов категорично се отказва от безлимитен мач, защото такъв мач може да се окаже твърде продължителен и да провали планираното участие в официалните шахматни турнири на ФИДЕ. Фишер предлага като алтернатива да се играе без лимит на общия брой партии, но с по-рано уговорени продължителни прекъсванмя между сериите по 20 партии. Но това също не устройва Карпов, прекалено много ограничено във времето.
- Фишер настоява за названието „Мач за световно първенство сред шахматните професионалисти“. Карпов не можел да се съгласи на такова название, доколкото, съгласно официалната политика на Спортния комитет на СССР, спортистите можели да бъдат само любители.

Последният пункт бил за Фишер принципен, макар че Карпов се опитвал да му обясни, че на мач с такова название него просто няма да го допуснат от СССР. По думите на Карпов, през периода на преговорите той фактически влязъл в конфронтация със Спортния комитет и КГБ, срещу него даже е било заведено дело, защото органите на безопасността подозирали Карпов в опит да „сдаде“ за пари шахматната корона на Фишер.
По предложение на Кампоманес шахматистите се договарят да подпишат предварително съгласие за мача, съгласно което детайлите, в това число названието на мача и точната формула, трябва да бъдат определени по-късно. Но буквално в последната минута Фишер се отказва да постави подпис, заявявайки, че не иска нищо да подписва на части.
Постъпват предложения и по официални канали: на 1 декември 1976 година по каналите на Министерството на външните работи на СССР постъпва предложение от президента на Филипините Фердинанд Маркос до генералния секретар на ЦК на КПСС Леонид Брежнев за организация на мача във Филипините през 1977 г. По съгласуване със Спортния комитет и Карпов е даден официален отговор: съветската страна се съгласява за провеждане на мача през август-септември 1977 г. във Филипините по формулата до 6 – 8 победи при лимит 24 – 30 партии, ако от Фишер поступи официално предложение за мача. Но Фишер твърдо стоял на условието за безлимитен мач. В резултат мачът так и не се състоял.

## Интересни факти
Мачът Фишер – Карпов, макар че не се състои, косвено повлиява на провеждането на следващите мачове за световно първенство. Приетата от ФИДЕ формула в резултат от разглеждане изискванията на Фишер „мач до шест победи без отчитане на ремита и без лимит на общия брой партии“ се запазва. При това, доколкото еднозначно е било прието, че равен резултат в безлимитен мач не може да има, се възстановява правото на екс-шампиона на мач реванш. Тези условия се прилагат в следващите мачове за званието „световен шампион“ плътно до 1984 г., когато безлимитният мач по дадената формула между Карпов и Каспаров е предсрочно прекъснат по решение на Флоренсио Кампоманес след 48 партии. Повторният мач през 1985 г. се играе вече по нова формула: „не повече от 24 партии, за победител се обявява този, който пръв постигне 6 победи, а ако такъв не се окаже – набралият повече точки; при равенство на точките шампионът запазва звание“. А. Карпов в този цикъл запазва правото на мач реванш.